# Serventes de Maria (Santucce)
|  | Per a altres significats, vegeu «Serventes de Maria». |

La Congregació Benedictina de les Serventes de Maria o Orde de les Santucce fou un orde monàstic femení, fundat el 1265 a Gubbio (Úmbria) per Santuccia Terrebotti i amb difusió a les regions del centre d'Itàlia. Estrictament, es tractava d'una congregació de comunitats benedictines, amb una autoritat centralitzada, la primera existent entre les comunitats femenines. Cap a mitjan segle xvi, va extingir-se com a congregació diferenciada. Les monges rebien el nom popular de santucce, a partir del nom de la fundadora, però també amb el significat de "santetes".

## Fundació
Santuccia, dona benestant de Gubbio, acordà amb el seu marit, en morir la seva filla, de retirar-se del món i fer vida religiosa, cadascú per separat. Cap al 1260, formà una comunitat de monges a Gubbio, per a la qual construí la seu a un coll proper a la ciutat: el monestir de Santa Maria Maddalena. El va posar sota la Regla de Sant Benet i n'esdevingué abadessa; s'anomenaren Serventes de Maria o Ordo Santucciarum sive Sperandei, per l'autor de les constitucions, Esperandéu de Gubbio. Popularment foren conegudes com a santucce.
La comunitat seguia un estricte compliment de la Regla de Sant Benet, amb una major observança que d'altres: als monestirs femenins no era freqüents, llavors, l'austeritat ni el rigor. Les constitucions de la congregació foren donades per l'abat del monestir benedictí de San Pietro de Gubbio, Esperandéu. La disciplina observada va provocar l'admiració de la població i el bisbe, i atragué nombroses vocacions: ràpidament, la reforma s'estengué i en poc temps se n'havien fundat altres comunitats, a partir de llegats i donacions de particulars i de la crida que van fer altres bisbes perquè les monges s'establissin a les seves diòcesis.
Les noves fundacions reclamaven la presència de la fundadora i els seus continus desplaçaments van originar conflictes amb el nou abat de San Pietro, Joan, que provocaren que Santuccia decidís de seguir el seu projecte de reforma de manera autònoma, sense la supervisió de l'abat. De fet, ella era abadessa d'un monestir fundat per ella mateixa amb l'autorització del bisbe, per la qual cosa tampoc no tenia obligació de tenir aquesta supervisió. En 1265, l'abat Joan excomunicà Santuccia, a qui acusava de voler sostraure's de la seva jurisdicció espiritual i temporal. El papa Climent IV hi intervingué i decretà en 1265 la butlla Religiosam vitam eligentibus (16 de juny), segons la qual la comunitat de les Serventes de Maria depengués directament de la Santa Seu, amb un cardenal protector, pobresa individual i clausura mitigada. A més, els donava la jurisdicció sobre el monestir de Santa Maria in Domnica, prop de Fabriano. S'hi refereix com a Congregatio Servarum Beatae Mariae Virginis.

## Formació de la congregació
La comunitat s'estengué i formà una congregació monàstica benedictina amb cases a les Marques, la Toscana i l'Emília-Romanya, amb 26 monestirs en 1305, que fou el primer intent de congregació monàstica femenina. Al contrari que en els monestirs masculins, les benedictines solien dependre del bisbat i vivien aïllades sense vincles amb altres comunitats del mateix orde. La tradicional autonomia de cada monestir es veia així subordinada a l'autoritat centralitzada d'una superiora general: primer la fundadora i, després l'abadessa de Santa Maria in Giulia (Roma), que esdevingué el monestir més important de la congregació. La superiora general tenia dret de visita i de correcció, per tant, podia dictar normes sobre l'observança de la regla, la pobresa individual o la clausura de totes les comunitats; també nomenava les superiors de cada monestir. Periòdicament, tenien lloc capítols generals de la congregació, que requerien l'assistència de monges que, en anar-hi, trencaven l'absoluta clausura en què vivien, tret aquest també diferencial respecte la resta de comunitats femenines.
L'habilitat de la fundadora en la gestió de la congregació va fer que els templers li oferissin el convent que tenien a Roma, a la Via Juliana; hi marxaren i s'establiren, formant el monestir de Santa Maria in Giulia (després Sant'Anna dei Funari), que esdevingué una de les cases més importants de la congregació.

## Decadència i extinció
Pel nombre de comunitats i els impediments que els bisbes posaven a les visites i l'assistència als capítols, que trencaven la clausura, aquestes visites disminuïren, la qual cosa comportà un progressiu allunyament de l'observança i la disciplina, i l'afebliment dels vincles interns de la congregació. La majoria de monestirs acabaren funcionant de manera autònoma i sotmesos a la jurisdicció del bisbe local, com altres monestirs benedictins. A mitjan segle xvi, es pot considerar que la congregació s'havia extingit: un dels últims monestirs que encara se'n considerava part fou el de Sant Tomàs de Fabriano, encara en funcionament en 1555. L'enduriment de les disposicions de a jerarquia eclesiàstica sobre la clausura, com les butlles de Pius V de 1569, acabaria amb les possibilitats de vida congregacional en els monestirs femenins.